# Gerry Ashmore
Pour les articles homonymes, voir Ashmore.
Pas d'image ? Cliquez ici
Joseph Frederick Harold Gerald Ashmore, dit Gerry Ashmore, né le 25 juillet 1936 à West Bromwich et mort le 25 août 2021, est un pilote automobile britannique ayant couru trois Grands Prix de Formule 1 en 1961.

## Carrière
Gerry Ashmore commence sa carrière au Royaume-Uni sur des Jaguar dans des courses de voitures de sport.
En 1961, il s'engage dans plusieurs courses de Formule 1 hors-championnat ainsi qu'aux Grands Prix de Grande-Bretagne, d'Allemagne et d'Italie sur une Lotus 18. 
Souvent en fond de grille, il finit deuxième du Grand Prix de Naples.
En 1962, il participe à trois courses hors-championnat ainsi qu'au Grand Prix d'Italie, où il ne parvient pas à se qualifier.

## Résultats en championnat du monde de Formule 1
| Saison | Écurie | Châssis     | Moteur    | Pneus  | GP disputés | Points inscrits | Classement |
| ------ | ------ | ----------- | --------- | ------ | ----------- | --------------- | ---------- |
| 1961   | Privé  | Lotus 18    | Climax L4 | Dunlop | 3           | 0               | n. c.      |
| 1962   | Privé  | Lotus 18/21 | Climax L4 | Dunlop | 0 (1 nq.)   | 0               | n. c.      |